# 宇都宮隆綱
宇都宮 隆綱（うつのみや たかつな、寛永4年（1627年） - 元禄13年（1700年））は、下野の戦国大名宇都宮氏の嫡流の子孫で、水戸藩家老。宇都宮義綱の子。室は徳川頼房の十二女、梅子（浄雲院）。子に宇都宮宏綱・弥三郎・須世（松平泰寛妻）。官位は従五位下下野守。
取次役として1,000石を賜り、のちに家老、城代となる。元禄3年（1690年）10月、家督を子の宏綱に譲り隠居する。元禄13年、74歳で没する。